# Dracula sodiroi
Dracula sodiroi là một loài lan.